# Cabana (Argentina)
Cabana, es un lugar de las Sierras Chicas de Córdoba a 5 km de la ciudad de Unquillo,parte de la Reserva Los Quebrachitos, provincia de Córdoba, República Argentina, ubicada en el Departamento Colón, Pedanía Río Ceballos, a 600 metros sobre el nivel del mar. 
Se encuentra ubicada sobre la ladera oriental de las Sierras Chicas.

## Toponimia
Su nombre proviene de un vocablo indígena cauna, que se traduce como mirador o atalaya

## Personalidades
Allí vivió hasta su juventud la escritora Cristina Bajo, reconocida como la autora viviente más importante de la Argentina. Entre sus obras figuran "Como vivido cien veces", "El Jardín de los venenos" y "En tiempos de Laura Osorio". También es el lugar de la actual residencia de la escritora María Teresa Andruetto, primera escritora argentina en obtener el Premio Iberoamericano SM de Literatura Infantil y Juvenil en su V Edición.
Familias idiosincráticas de este paraje son: las familias Chañar, Gonzales, Ferreyra, Mansilla, Álvarez e Imbarrata, entre otras.

## Turismo

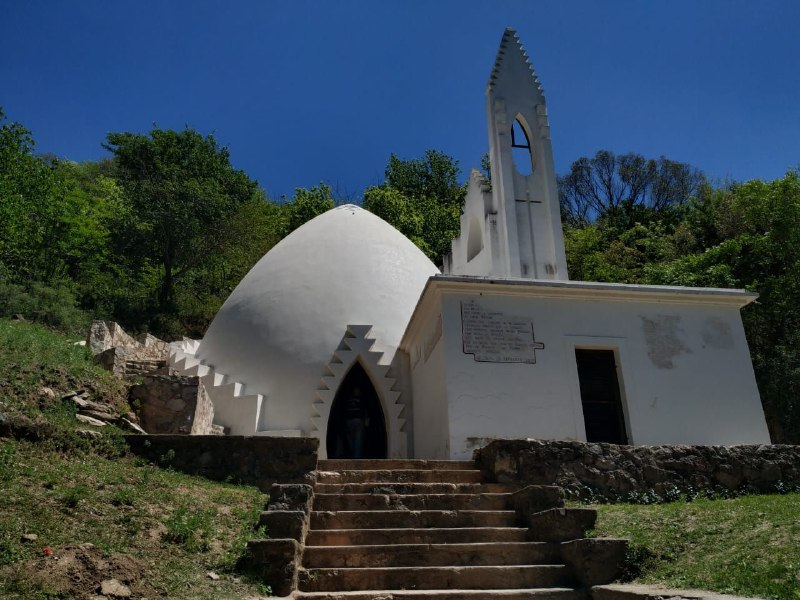
Capilla Buffo

Allí se encuentra el Museo Capilla Buffo, de características únicas tanto por la forma arquitectónica como por las pinturas de sus paredes.
Otros sitios de interés son la Plaza Belgrano, que cuenta con una pileta en desuso en el centro de la misma; el Centro Vecinal, donde se realizan torneos locales de fútbol, pruebas ecuestres (jineteadas) y eventos de diversa índole.
El arroyo, que cuenta con diversas vías para su ingreso, es también es un atractivo turístico, aunque su caudal haya mermado en las últimas décadas.
Otro atractivo es la capilla de la "Niña Esther", que fue construida mediante el aporte solidario de la población local. 
El "Mogote Nevado" es una elevación de mediana altitud donde, en décadas pasadas, funcionaba un establecimiento de extracción de minerales (cal), el cual se puede observar desde diferentes puntos.

## Servicios
El barrio dispone de servicios de transporte ofrecidos por la empresa Intercordoba, además de contar con su propia cooperativa de agua. El servicio de recolección de residuos corre a cargo de la Municipalidad de Unquillo.
Antiguos comercios como la Hostería "Bonelli”, la despensa de los "Mansilla", la despensa del "Cruce" y El bar "De la Marta" fueron y siguen siendo algunos de los lugares de interacción entre los pobladores. 

## Economía
Además del turismo, la principal actividad económica del barrio es la cría extensiva de ganado bovino y ovino.